# لانغ ليف
لانج ليف (من مواليد 8 سبتمبر 1980)، هي روائية وشاعرة نيوزيلندية. وُلدت في مخيم للاجئين في تايلاند. فائزة بجائزة كانث سبيريت للشباب، توجد كتبها في تصنيف أفضل الكتب مبيعا في المكتبات والعالم.

## حياتها
وُلدت ليف في مخيم للاجئين في تايلاند حيث كان والداها يبحثان عن ملاذ من نظام الخمير الحمر في كمبوديا.
هي الأصغر بين ثلاثة أشقاء. في عام 1981 هاجرت عائلتها إلى أستراليا. نشأت ليف في بلدة اللاجئين كابراماتا، سيدني. 

## من مؤلفاتها المترجمة للعربية
- فتيات حزينات (رواية). 2017.

## الجوائز
- فائزة بجائزة كانث سبيريت للشباب «Qantas Spirit of Youth Award».